# Gervais de La Rue
Pour les articles homonymes, voir De La Rue (homonymie).
Gervais de La Rue, né le 7 septembre 1751 à Caen et mort le 24 septembre 1835 au château de Cambes-en-Plaine, est un historien de la littérature et philologue français, spécialiste des littératures normande et anglo-normande.
Outre l’histoire de Caen et de la tapisserie de Bayeux, l’abbé de La Rue est passé à la postérité pour avoir, par l’estime dont il a joui auprès de ses contemporains, renouvelé l’étude de la littérature médiévale.

## Biographie
Issu d’une famille modeste de toiliers, après avoir fait ses études classiques au collège du Bois et sa théologie à l’université de Caen, La Rue a été ordonné diacre en 1774 et devint sous-chapelain du couvent de la Charité de Caen en 1780. En 1783, muni de la maitrise, il reçoit la chaire de quatrième au collège des Arts, avec la recommandation de l’intendant d’Esmangart. En 1785, il est admis à l’Académie royale des Belles-Lettres de Caen. En 1786, Louis XVI le nomme, par lettres patentes, professeur royal au Collège du Bois. La même année, la Faculté des Arts en fait son doyen, et lui renouvellera cette marque de confiance en 1790. En dehors de ses fonctions publiques, il se charge, vers 1789, de terminer l’éducation, déjà avancée, du fils du comte de Mathan.
À la Révolution, il était doyen de la faculté des arts depuis 1786, lorsqu’il a refusé, ainsi que les autres professeurs de l’université, la constitution civile du clergé. Condamné en conséquence à la déportation, il s’est embarqué au Havre, le 7 septembre 1792, avec une centaine d’ecclésiastiques, pour se réfugier en Angleterre où il a occupé son exil à faire de la recherche. S’intéressant, depuis l’époque de son professorat à Caen, aux fabliaux et aux mystères du Moyen Âge alors très négligés par la recherche universitaire, il a bénéficié de recommandations qui l’ont mis en relation avec les plus éminents savants du pays, lesquels lui ont obtenu d’avoir libre accès aux bibliothèques de premier plan, et même à la tour de Londres.
La vaste quantité de documents originaux, conservés soit à la Tour de Londres, soit au British Museum, qu’il a pu librement examiner, l’a amené à théoriser la notion de « littérature anglo-normande », devenant l’un des premiers chercheurs à attirer l’attention en Europe, depuis l’époque de la Renaissance, sur les trouvères, et à publier leurs poésies. Il a découvert de nombreux poèmes du Moyen Âge, notamment de Marie de France et de Wace, qui a joué un rôle important dans le développement de la langue française par son usage d’un vocabulaire important et varié, et dont il a dégagé la figure des confusions entretenues depuis deux siècles.
Élu membre honoraire de la Society of Antiquaries de Londres, en 1793, il est amené, au cours des années 1794-1796, à y lire une série d’articles, où il expose sa thèse selon laquelle la littérature anglo-normande des XIIe – XIIIe siècles est issue d’un fonds celtique ancien présent en Grande-Bretagne et sur le Continent. Lié à lord Leicester, sir Joseph Banks, Isaac D'Israeli, le gardien des manuscrits au British Museum Francis Douce, et le savant Benjamin Donn, il a entretenu une correspondance active avec de nombreux savants. Dès ses années anglaises, La Rue a influencé nombre d’érudits britanniques, tels Francis Douce, George Ellis (en) ou Walter Scott, et à partir de 1815 ses idées vont prendre une grande place dans l’histoire littéraire française.
Lassé de l’exil, il retourne en France en juillet 1797, se cachant d’abord sous le nom de « M. Gervais », puis demeurant avec les Mathan au château de Cambes, où il vivra jusqu’à sa mort. Sa réimpatriation est pour lui l’occasion de compléter ses recherches par la consultation des manuscrits conservés dans les bibliothèques de Paris. En 1808, rentré dans l’enseignement dans sa ville natale lors de la création de l’Université impériale, le Grand-maître Fontanes le rend à sa chaire d’histoire à l’université de Caen, où il deviendra doyen à vie en 1821.

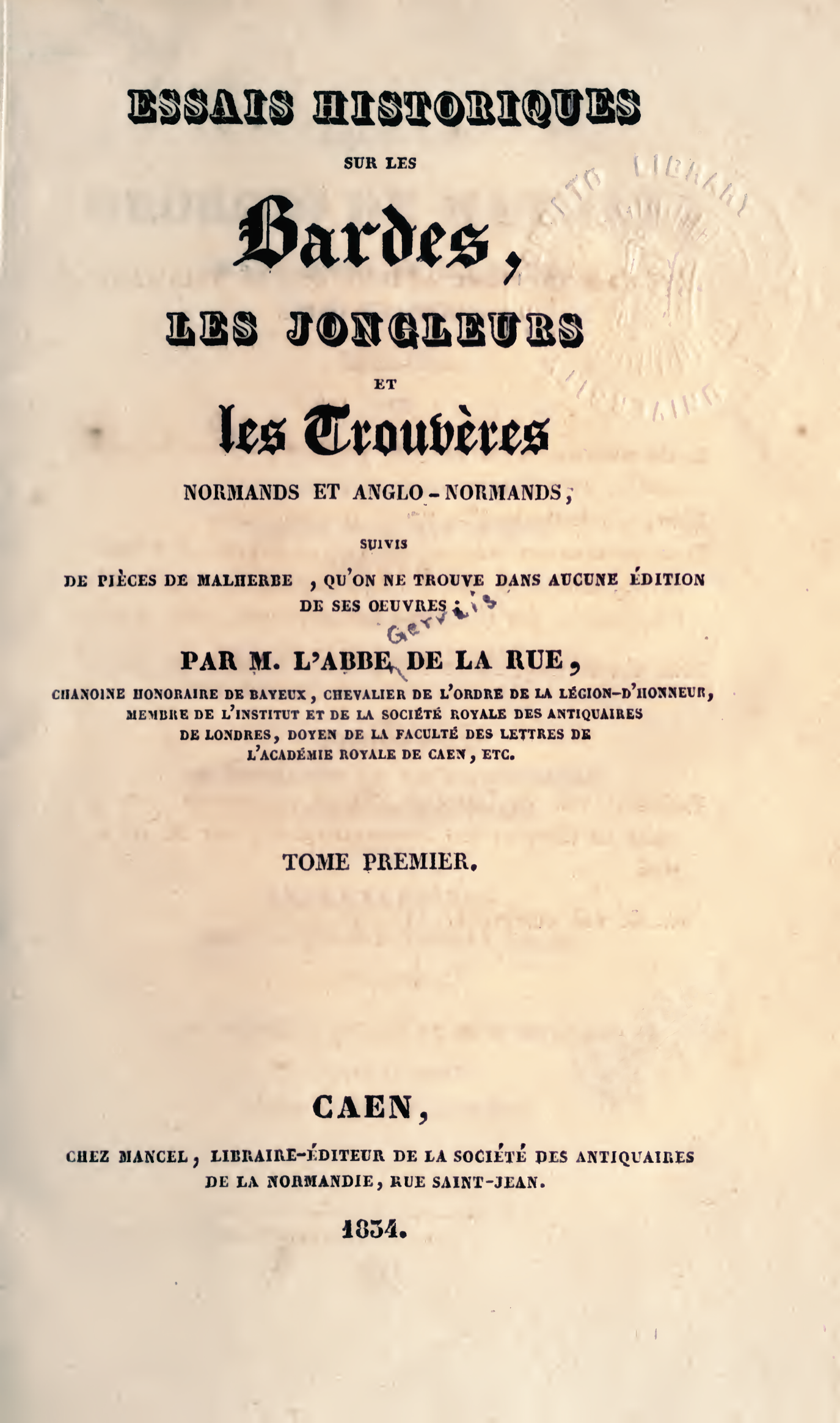
Tome premier du Essais historiques sur les bardes, les jongleurs et les trouvères normands et anglo-normands.

Il a commencé, vers 1810, à attirer sur lui l’attention des érudits, avec la parution, sous le titre de « Lettres normandes », au Journal de l’Empire des 12 et 21 avril et 4 mai 1810 et le Journal de Caen, des 22 avril, et 15 et 24 mai 1810, de trois articles en réponse à trois publications sur les trouvères par Marie-Joseph Chénier dans le Mercure. Ses Essais sur la ville de Caen et ses Recherches sur la tapisserie de la reine Mathilde, l’ont placé en tête des érudits de la Normandie. Le 30 décembre 1814, il communique les résultats de ses Recherches sur les Bardes de la Bretagne armoricaine dans le Moyen Age, dans une lecture faite devant la troisième classe de l’Institut, où il soutient que la matière de Bretagne est elle-même héritière d’une poésie gauloise antérieure au Ve siècle.
En 1815, il a publié sa communication à l’Institut dans un ouvrage destiné à donner une place importante à ses idées dans l’histoire littéraire française, le Mémoire sur les Bardes armoricains, prélude de son grand œuvre, paru en 1834, sous le titre d’Essais historiques sur les bardes, les jongleurs et les trouvères normands et anglo-normands, ouvrage fondamental dans l’histoire des études médiévales, auquel il a travaillé vingt ans. Cet immense travail a bénéficié, outre le séjour de son auteur à Londres, du grand nombre de manuscrits médiévaux, dont la Révolution avait empli les bibliothèques, en fermant les maisons religieuses. Les théories qu’il développe sur les origines et la formation de la langue française ont été confirmées par les travaux de la philologie moderne, mais comme il contredisait du tout au tout les théories « romanistes » du père de la philologie romane François Raynouard, qui postulait que les langues romanes descendaient non directement du latin, mais d’une langue post-latine commune, à laquelle il donnait le nom de « roman », il en a résulté une vive polémique entre les deux savants. Bien que la théorie de Raynouard soit fausse, il était, comme écrivain, supérieur à La Rue qui, de plus, avait composé son ouvrage longtemps après l’époque où il en avait recueilli les matériaux. Le grand âge l’a amené à commettre, au cours du litige avec Raynouard, un grand nombre d’inexactitudes qui ont pu instiller le doute sur son érudition ou sa bonne foi.
Élu correspondant de l’Académie des inscriptions en 1818, membre honoraire en 1831 et enfin membre libre, en 1832, il a également été le premier directeur de la Société des antiquaires de Normandie, créée en 1824 sur le modèle de la Société des antiquaires de Londres, dont il avait été l’un des promoteurs. Il a fourni de nombreux mémoires à la Royal Society, à l’Académie des inscriptions et à la Société d'agriculture et de commerce de Caen. Il avait l’intention de publier le roman de Rou, de Wace, et les Lais de Marie de France, mais il en a remis le soin à son neveu Frédéric Pluquet, pour le premier, et à Roquefort pour le second. Il était également chevalier de la Légion d'honneur depuis le 31 octobre 1826.
Il est inhumé au cimetière de Cambes-en-Plaine.

## Principales publications
- Recherches sur les ouvrages des bardes de la Bretagne armoricaine dans le moyen âge, lues à la Classe d'Histoire et de Littérature ancienne de l’Institut, le 30 décembre 1814. Caen, F. Poisson. 1815. 68pp in-8°
- Recherches sur les ouvrages des bardes de la Bretagne armoricaine dans le moyen âge : lues à la Classe d'Histoire et de Littérature ancienne de l’Institut , le 30 décembre 1814, Caen, Félix Poisson, 1817, 83 p., in-8º (OCLC 41307733, lire en ligne sur Gallica).
- Essais historiques sur la ville de Caen et son arrondissement, Caen, Félix Poisson, 1820, 403-462 p., 2 vol. ; pl. ; in-8º (OCLC 12995873), t. 1er sur Google Livres, t. 2d sur Google Livres.
- Recherches sur la tapisserie représentant la conquête de l’Angleterre par les Normands et appartenant à l’église cathédrale de Bayeux, Caen, Félix Poisson, 1824 (réimpr. 1841), 123 p., in-8º (OCLC 608898132, lire en ligne).
- Essais historiques sur les bardes, les jongleurs et les trouvères normands et anglo-normands : suivis de pièces de Malherbe, qu’on ne trouve dans aucune édition de ses œuvres, Caen, Mancel, 1834, 3 vol. in-8º (OCLC 697750416), t. 1 sur Internet Archive, t. 2 sur Internet Archive, t. 3 sur Internet Archive.
- Mémoire historique sur le palinod de Caen  (ouvrage posthume publié d'abord dans le Bulletin de l'Instruction publique et des sociétés savantes de l’Académie de Caen, t. II, 1840-1841, Julien Travers, éd.), Caen, Aimable Hardel, 1841, 20 p., 3 vol. in-8º (OCLC 457586952, lire en ligne)
- Nouveaux essais historiques sur la ville de Caen et son arrondissement : contenant mémoires d’antiquités locales et annales militaires, politiques et religieuses de la ville de Caen et de la Basse-Normandie, 1842, 2 vol. in-8º, t. 1er sur Google Livres, t. 2d sur Google Livres.